# 悬磁桥
悬磁桥位于中国浙江省宁波市海曙区鄞江镇悬慈村南首，始建于宋代天圣年间，现为民国五年（1916年）重建，南北向横跨清源河，为石墩木梁单孔平桥，长19.45米，宽4.15米，净跨12米，设有石砌桥台，中间为行人通道，两旁设有木凳供行人憩息，桥上设有硬山顶瓦屋，廊屋两端建有四柱桥亭，桥北堍原有二圣殿，现仅存石柱数根，南堍有《悬慈茶会碑》及《鄞县正堂碑》:340，2014年7月16日公布为鄞州区文物保护单位，2018年12月28日因行政区划调整公布为海曙区文物保护单位。